# Kidō Butai
Pour les articles homonymes, voir 1re flotte.

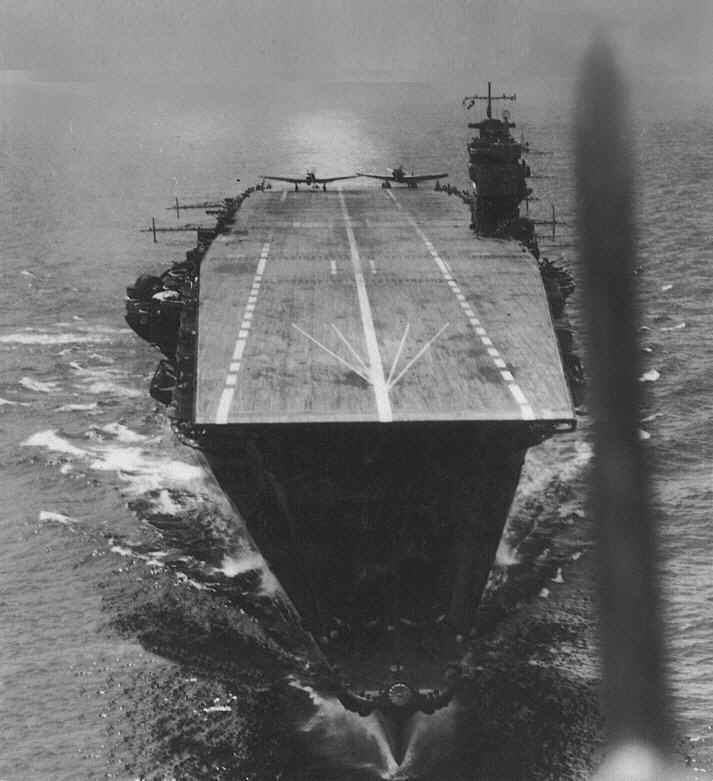
Le porte-avions japonais Akagi du Kidō Butai en avril 1942 vu d'un avion, qui vient de décoller de son pont. Les avions sur le pont d'envol qui se préparent à décoller sont des bombardiers en piqué Aichi D3A Type 99.

Le Kidō Butai, ou 1re flotte aérienne, est le nom donné à la principale formation aéronavale de la Marine impériale japonaise opérant dans l'océan Pacifique lors de la Seconde Guerre mondiale. Cette flotte est menée par le vice-amiral Chuichi Nagumo. Avant la bataille de Midway, elle comprend la plus imposante formation de porte-avions au monde, dirigée par le commandant en chef Isoroku Yamamoto et rassemble la grande majorité des unités de combat du service aérien de la marine impériale japonaise.
Les principaux bâtiments évoluant dans cette flotte sont les porte-avions Akagi, Kaga, Hiryu, Soryu, Zuikaku, Shōkaku et Ryūjō ; les cuirassés Hiei et Kirishima ; les destroyers Tanikaze, Urakaze, Isokaze, Hamakaze, Kasumi, Arare, Kagero, Shiranui et Akigumo ; les croiseurs Tone, Chikuma et Abukuma et les sous-marins I-19, I-21 et I-23.
Une partie importante de cette flotte est détruite lors de la bataille de Midway (perte de 4 porte-avions), marquant ainsi la fin de la suprématie navale japonaise dans l'océan Pacifique.